# Карезана
Карезана (італ. Caresana, п'єм. Carzan-a) — муніципалітет в Італії, у регіоні П'ємонт, провінція Верчеллі.
Карезана розташована на відстані близько 490 км на північний захід від Рима, 65 км на схід від Турина, 13 км на південний схід від Верчеллі.
Населення — 1036 осіб (2014).
Щорічний фестиваль відбувається 21 вересня. Покровитель — San Matteo.

## Демографія
Населення за роками:

Станом на 1 січня 2023 року в муніципалітеті офіційно проживали 192 іноземці з 21 країни, серед них 29 громадян країн Євросоюзу та 1 громадянин України.

## Уродженці
- Джованні Моліно (*1931) — італійський футболіст, захисник, згодом — тренер.
- Алессандро Рампіні (*1896 — †1995) — італійський футболіст, півзахисник, нападник.

## Сусідні муніципалітети
- Лангоско
- Мотта-де'-Конті
- Пеццана
- Стропп'яна
- Розаско
- Вілланова-Монферрато